# 10 lat i 20 dni
10 lat i 20 dni (tytuł oryginalny niem. Zehn Jahre und Zwanzig Tage) – tytuł autobiografii wielkiego admirała Karla Dönitza, naczelnego dowódcy Kriegsmarine w latach 1943–1945 (przedtem był dowódcą floty podwodnej) oraz ostatniego wodza III Rzeszy. Opisuje ona jego przeżycia z lat 1935–1945.